# Húrférgek
A húrférgek (lószőrférgek, Nematomorpha) az állatok országának (Animalia) egyik törzse. Korábbi rendszerekben (pl. Dudich–Loksa-féle állatrendszer Magyarországon) nem alkotott önálló állattörzset, csak a hengeresférgek (Nemathelminthes) egyik osztálya volt. Mára a hengeresférgek törzsét felbontották, és mindhárom idetartozó osztály (fonálférgek — Nematoda; buzogányfejű férgek — Acanthocephala; húrférgek) törzs rangot kapott. A húrférgeknek mintegy 230 faját ismerjük.
Legrégibb leletük az alsó krétakorban, 100–110 millió éve fosszilizálódott borostyánból került elő.

## Megjelenésük, felépítésük
A húrférgek hosszú testű, többé-kevésbé merev, húrszerű férgek; akár 2 m hosszúra is megnőhetnek. Átmérőjuk 1–3 mm.
Testüket vastag kutikula fedi, amely alatt ún. hipodermisz található. A hipodermisz sokszögletű sejtek egyetlen rétegéből áll. Alatta van a bőrizomtömlő, amely csak hosszanti izmokat tartalmaz. Egy vagy két középvonaluk van, oldalvonalaik nincsenek. A kutikulájuk felületén finom vésmények (sculptura) találhatók, melyek fajonként különbözőek, így segítenek a felismerésben. A bőrizomtömlő a középvonalaknak megfelelően 1, illetőleg 2 helyen hosszanti megszakadást mutat. A tengeri fajoknál a testüreg osztatlan, míg az édesvízieknél több üregre tagolódik kötőszövetes falak segítségével (egy hátközépi, egy hasközépi, két félig oldali, két oldali üreg).
Bélcsatornájuk a hasközépi üregben fut végig. Szájuk csúcsi helyzetű, kicsiny, olykor el is záródik. Egész bélcsatornájukon a visszafejlődés jelei mutatkoznak, mert kifejlett állapotban nem is táplálkoznak. A Goriidea osztályban megvan a végbél és nyílása, a végbélbe torkollanak az ivarjáratok is (kloáka). A Nectonematidea osztályban a középbél vakon végződik, utóbél – és így végbél – nincs.
Légző-, keringési és kiválasztószerveik nincsenek. Légzésük diffúz módon, a nedves kutikulán és hipodermiszen át történik. A tápanyagokat a testüregben lévő folyadék szállítja, a kiválasztás pedig sejtek szintjén önállóan történik.
Központi idegrendszerük a bélcsatorna elejét körülfogó ideggyűrűből (garatideggyűrű) és az ehhez kapcsolódó hosszanti hasi idegtörzsből áll. Dúcok nincsenek, az idegsejtek szétszórva helyezkednek el az idegtörzs mentén. Bőrérzékszerveik vannak, melyeket tapintó papilláknak nevezünk. A hímeknek a farki testvégen ivari papilláik is kifejlődtek.

## Életmódjuk, élőhelyük

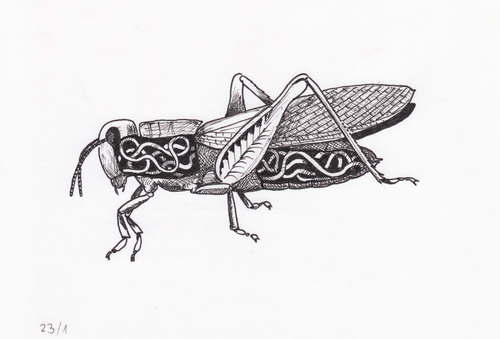
Húrférgek a szöcskében, mint gazdaállatban.

Az édesvízi fajok mocsarakban, tócsákban, vizes árkokban, forrásokban élnek, de nem túl gyakoriak. A tengeri fajok a nyugodt, partközeli zónát kedvelik.
Váltivarúak, ivarszerveik párosak. Egyes nemekben a hímek testvége kétkaréjú, a nőstényeké mindig egykaréjú (ivari dimorfizmus). A hímek heréje a félig oldali testüregöbölben helyezkedik el, és a vezetéke a végbélbe (kloáka) torkollik. A petefészkek az oldali testüregöblök falán fejlődnek, sorban egymás után.
Lárvájuk ízeltlábúak testüregében élősködik. A kifejlett stádium szabadon él, de nem táplálkozik, bár több hónapig is élhet.
A megtermékenyített petéből lárva fejlődik. Ennek fején szúró-fúró tövisek találhatók egy kiölthető-visszahúzható, ormányszerű képletben, az ormány végén két horogkoszorúval. A lárva valamilyen vízi rovar (pl. kérész, árvaszúnyog) lárvájába fúrja be magát. Ebben a köztes gazdában betokozódik, várva, hogy azt megegye valamely ragadozó vagy dögevő rovar. Egyes húrférgek növényeken tokozzák be magukat, és növényevő rovarok (pl. szöcske, sáska, tücsök) eszik meg őket. Hazánkban a húrférgek végleges gazdái elsősorban futrinkafélék (Carabidae), dögbogárfélék (Silphidae) és gyászbogárfélék (Tenebrionidae), de lehetnek egyenesszárnyúak és pókok is. A gazdában a lárva fokozatosan féreggé fejlődik. Végleges testméretét hamarabb éri el, mint az ivarérettséget. A kifejlett féreg elhagyja a gazdaállatot, vizes környezetbe kerülve párzik, majd szaporodik.

## Rendszerezésük
A húrférgeket korábban két rendre osztották. A két korábbi rendet emelték osztályi rangra.

### Gomolyférgek osztálya –Goriidea
Csak hasoldali középvonaluk van, testüregük öblökre tagolt, kloákájuk van. Legismertebb hazai fajuk a közönséges húrféreg (Gordius aquaticus), amelyet egyes helyeken a népnyelv „víziborjúnak” nevez.

### Tengeri gomolyférgek osztálya –Nectonematidea
Háti és hasi középvonaluk van, testüregük nincs öblökre tagolva. Utóbelük hiányzik, ivarmirigyeik páratlanok. Tengeri állatok, testükön úszósertékkel. A Nectonema agile Észak-Amerika és Észak-Európa parti vizeiben, illetve a Földközi-tengerben él.